# Javier Moracho
Javier Moracho, Monzón, Spanien, född den 18 augusti 1957, är en spansk före detta friidrottare som tävlade i häcklöpning.
Morachos främsta meriter har kommit vid inomhussammanhang på 60 meter häck. Han blev silvermedaljör vid det första inomhusvärldsmästerskapet 1985. Han blev även europamästare inomhus 1986 på 60 meter häck. På 110 meter häck så deltog han vid VM 1983 i Helsingfors där han blev utslagen i semifinalen.

## Personliga rekord
- 60 meter häck - 7,60 från 1984
- 110 meter häck - 13,42 från 1987